# Фетлар
Фетлар (англ. Fetlar, давньосканд. Fætilar) — четвертий за величиною серед Шетландських островів, що у Шотландії.

## Географія та геологія

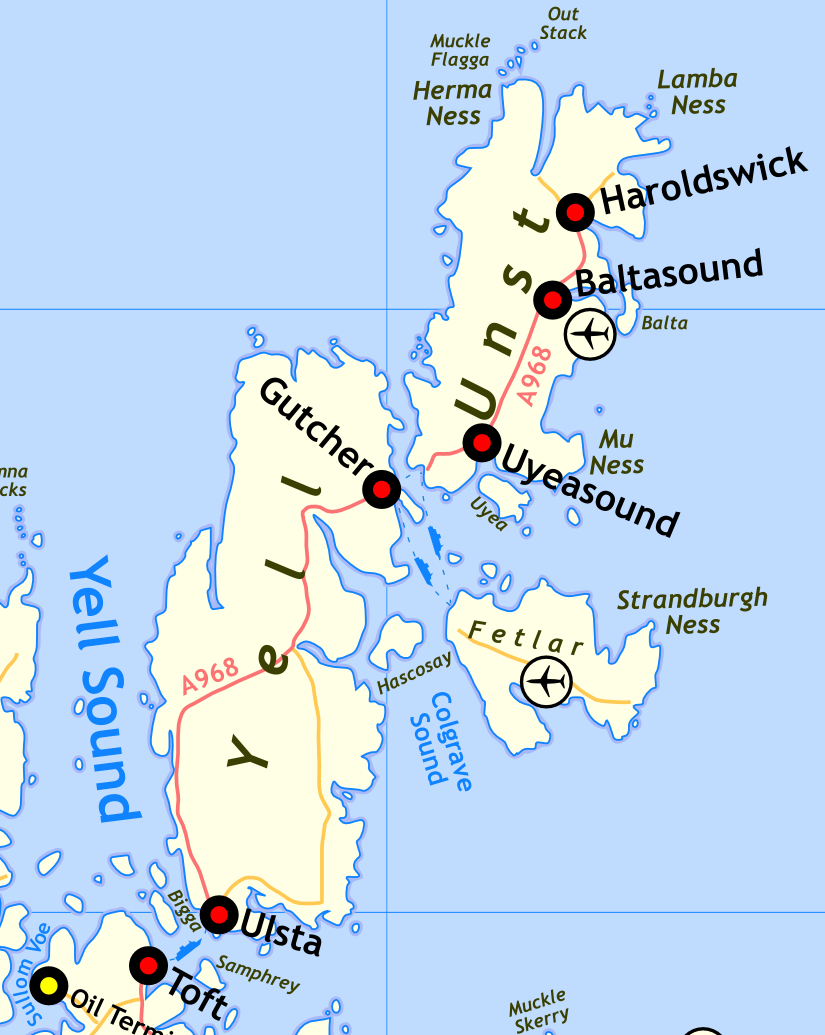
Карта острова Фетлар

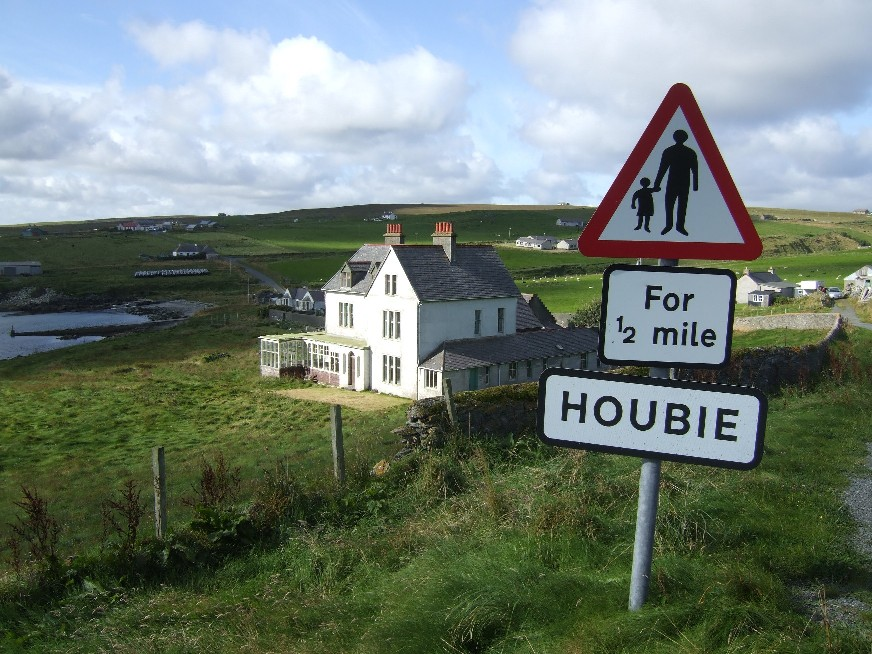
Будинки неподалік поселення Гоубі

Фетлар має дуже складну геологію, в тому числі гнейс на заході, метаморфічні габро і філіт, та каолін. Залягає антигорит і мильний камінь. Також тут добували тальк.

Розташований у північно-східній частині архіпелагу, на південь від острова Анст і на схід від острова Йєллі. Площа становить 40,78 км² (четвертий за площею острів архіпелагу). Найвища точка — 158 метрів над рівнем моря. Оточений кількома невеликими острівцями: Ері-Лінгі, Лінга, Саунд-Грюн, Уйея, Хааф-Грюн, Хаскосей.

## Дика природа
У сезон розмноження на острові Фетлар гніздиться 30 пар круглоносого плавунчика, що складає близько 75 % всієї популяції Великої Британії і 520 пар полярної крячки, відповідно 1,2 % популяції. З рослинності на Фетларі поширений верес, Scilla verna — один з видів проліски, Erica cinerea — один з видів еріки. Також зустрічаються чебрець ранній, осока блошина і жирянка звичайна.
На острові організований заповідник, який відкритий для відвідування з квітня по жовтень. Зустрічаються птахи: великий поморник, короткохвостий поморник, краснозоба гагара, круглоносий плавунчик, середній кроншнеп.

## Населення
Станом на 2011 рік було 61 жителів. Основний населений пункт — Гоубі, розташований на південному узбережжі Фетлара.

## Інше
На острові проходять змагання по грі в Хнефатафл.